# سالوم-دي إيوريو
سالوم-دي إيوريو(جيسيكا سالوم-دي إيوريو) محامية أرجنتينية وحكم كرة قدم. اختيرت حكمًا لكأس ليبرتادوريس دي إف أومتبول فيمينينو 2009  ومسابقة السيدات في الألعاب الأولمبية الصيفية 2012.  عملت حكمًا في كأس العالم للسيدات 2015.  وهي أيضا المرأة الوحيدة التي حكمت في دوري الدرجة الأولى الأرجنتيني.